# إليزابيث البوربونية (دوقة نيمور)
إليزابيث دي بوربون (بالفرنسية: Élisabeth de Bourbon-Vendôme) (أغسطس 1614 - 19 مايو 1664)؛ هي دوقة نيمور القرينة من خلال زواجها من شارل أميدي من سافوي، وأيضا هي حفيدة هنري الرابع ملك فرنسا، ووالدة دوقة سافوي وملكة البرتغال.

## السيرة الذاتية
ولدت إليزابيث في باريس، كان والدها سيزار دي بوربون دوق فيندوم ابن هنري الرابع ملك فرنسا الغير الشرعي وعشيقته غابرييل دي إستري، في حين والدتها فرانسواز دي لورين اعتبرت وريثة فيليب إمانويل دوق ميركور (هو شقيق الملكة لويز زوجة هنري الثالث ملك فرنسا) وأيضا كان منافساً لهنري الرابع، كانت والدتها دوقة ميركور وبينثفير في حد ذاته، كانت واحدة من أغنى الورثة في ذاك الوقت.
كان يطلق عليها مدموزيل فيندوم قبل الزواج، كانت الثانية من بين أخوين أكبرهما لويس لاحقاً دوق فيندوم والصغير أصبح دوق بوفورت، كان والدهم قائد عسكري ناجح للغاية ومارشال فرنسا.
في 11 يونيو 1643 أصبحت متزوجة في قصر فرساي من شارل أميدي من سافوي دوق نيمور كان الأمير الشاب من نسل أمراء الذين استقروا في فرنسا من سليل فيليبو الثاني دوق سافوي.
في 1652 قُتل زوجها على يد شقيقها الأصغر دوق بوفورت من خلال مبارزة، وبعد ما يقارب أثنى عشر عاماً توفيت إليزابيث في باريس، بعد أن تمكنت من تأمين دخل الدوقية لبناتها، إلا أن اللقب تم توريثه إلى الذكور من العائلة.

## الذرية
كان للزوجين خمسة أبناء وبالإضافة إلى ابن ميت:-
- ماري جان باتيست مدموزيل نيمور (1644-1724)؛ تزوجت من ابن عمها البعيد كارلو إمانويلي الثاني دوق سافوي؛ لديهم ابناً واحداً.[1]
- طفل ميت.
- ماري فرانسواز إليزابيث مدموزيل أومال (1646-1683)؛ تزوجت أولاً من أفونسو السادس ملك البرتغال ليس لديهم أبناء، ثم من شقيقه بيدرو الثاني لديهم ابنة واحدة.
- جوزيف (1649).
- فرانسوا (1650).
- شارل أميدي (1651).